# Victor Cousin
Pour les articles homonymes, voir Cousin.
Victor Cousin est un philosophe et homme politique français, né le 28 novembre 1792 à Paris et mort le 14 janvier 1867 à Cannes.
Philosophe spiritualiste, chef de l'école éclectique, il édita les œuvres de Descartes, traduisit Platon et Proclus, écrivit une Histoire de la philosophie au XVIIIe siècle (1829), Du Vrai, du Beau et du Bien (1853), et plusieurs monographies sur les femmes célèbres du XVIIe siècle. En assumant, au long de sa carrière, les prestigieuses fonctions de professeur de philosophie à l’École normale supérieure, pair de France, conseiller d’État, directeur de l’École normale supérieure, recteur de l’Université et ministre de l’Instruction publique, il put acquérir en son temps un magistère qui lui permit d’établir le spiritualisme éclectique comme la « doctrine officielle de l’Université » durant la monarchie de Juillet.
Il est considéré en France comme le fondateur de la tradition des études d'histoire de la philosophie et le réformateur de l'enseignement philosophique dans les lycées.

## Biographie

### Origines familiales
Victor Cousin est issu d'une famille modeste : né dans le faubourg Saint-Antoine, il est le fils d'un ouvrier joaillier au Marché-Neuf et d'une repasseuse. Il nait en pleine Révolution française, dont il est à sa manière un héritier[pas clair]. 

### Formation

#### Le lycée Charlemagne
Il bénéficie du système scolaire institué par Napoléon Bonaparte, alors Premier Consul, créateur des lycées en 1802. À l'âge de 10 ans, Victor devient élève du lycée Charlemagne, où il va faire de brillantes études jusqu’à l’âge de dix-huit ans. 
La formation classique reçue au lycée lui donne le goût de la littérature. Il est aussi réputé parmi ses camarades pour sa connaissance du grec. Il se lie alors avec François Guizot et Abel-François Villemain.
Il obtient le prix d'honneur du Concours général de 1810, ce qui lui permet d'être exempté du service militaire et admis de droit au Pensionnat normal. 

#### Études supérieures
Bachelier dès quatorze ans, il est reçu à l'agrégation de lettres à 21 ans. 

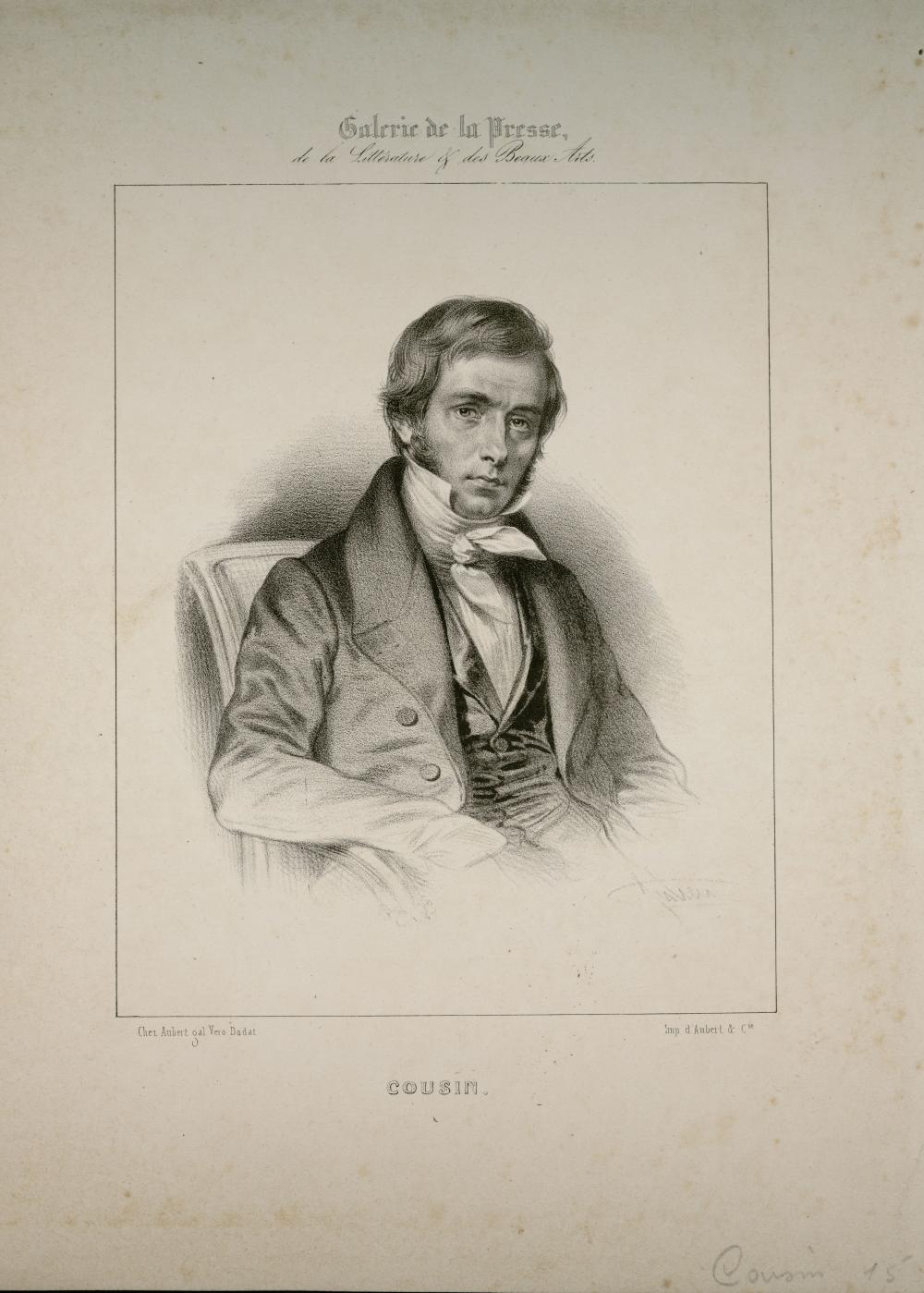
Philippon, Charles (1800-1862), Cousin (Bibliothèque de la Sorbonne, NuBIS)

Le 19 juillet 1813, Victor Cousin soutient une thèse latine de philosophie, intitulée De Methodo sive de analysi. La Bibliothèque interuniversitaire de la Sorbonne conserve aujourd’hui ses brouillons préparatoires à une thèse française consacrée à l’étude de Thucydide, mais elle n’a jamais été soutenue par son auteur.

#### Les maîtres de Victor Cousin
Pierre Laromiguière est alors chargé du cours de philosophie. Dans la deuxième préface aux Fragments philosophiques, où il expose les influences philosophiques qui ont marqué sa vie, Cousin parle avec émotion de la reconnaissance qu’il éprouvait en se souvenant de ce jour où il avait entendu Laromiguière pour la première fois. Il prétend que ce jour avait décidé de sa vie entière, car Laromiguière enseignait la philosophie de Locke et de Condillac, en la modifiant intelligemment sur certains points, avec une clarté et une grâce qui, au moins en apparence, faisaient disparaître les difficultés, et avec un charme et une bonhomie spirituelle qui pénétraient et soumettaient.
La deuxième grande influence philosophique dans sa vie est celle de Pierre-Paul Royer-Collard (1763-1845). Cet enseignant, dit-il, par la sévérité de sa logique, la gravité et le poids de chacun de ses mots, l’avait peu à peu détourné, mais non sans résistance, des sentiers battus de Condillac, pour le mener dans la voie qui devait devenir si facile, mais qui était alors pénible à suivre et peu fréquentée, celle de la philosophie du bon sens du philosophe écossais Thomas Reid.

### Débuts dans l'enseignement sous l'Empire
Cousin refuse le poste d'auditeur au Conseil d'État que lui offre Jean-Pierre de Montalivet, ministre de l'Intérieur de Napoléon de 1809 à 1814, car il veut lui aussi enseigner la philosophie.
Nommé professeur au lycée Napoléon (actuel lycée Louis-le-Grand), il obtient rapidement un poste de maître de conférences à l’École normale supérieure, où ses premiers élèves sont Jean-Philibert Damiron et Théodore Simon Jouffroy.

### Période de la Restauration (1815-1830)

#### Professeur suppléant à la Sorbonne (1815-1821)
En 1815, Cousin est nommé suppléant de Royer-Collard, titulaire de la chaire d’histoire de la philosophie moderne à la Sorbonne. Honoré de Balzac est, de 1816 à 1819, un de ses élèves les plus admiratifs . 

#### Rapprochement avec les philosophes allemands (1815-1817)
Attaché à combattre le scepticisme, Cousin entend fonder la philosophie sur le sens commun. Sa méthode prend appui sur la psychologie[pas clair], tandis que la métaphysique est réduite à un ensemble de faits intellectuels dont il faut rendre compte[pas clair]. 
Son intérêt pour la pensée allemande postérieure à Leibniz se manifeste dès son cours de 1815-1816. Il se lance dans l'étude de la philosophie de Kant, qu'il lit dans une traduction en latin. C'est lui qui parle pour la première fois de Kant dans une université française.
Il s'éloigne alors de l'école écossaise du sens commun.

#### Voyage en Allemagne (été 1817)
Sa rencontre durant l'hiver 1816-1817 avec Auguste Schlegel et Germaine de Staël, qui a écrit dans De l'Allemagne que « la nation allemande peut être considérée comme la nation métaphysique par excellence », l'amène à faire un premier voyage en Allemagne, à Heidelberg, pendant les vacances de l'été 1817.  
Au cours de ce voyage, il fait la connaissance de Hegel et d'autres philosophes. Hegel écrira que Cousin est venu en Allemagne faire des « courses philosophiques ». Il lui offre un exemplaire de son Encyclopédie des sciences philosophiques. Les deux hommes ont des vues politiques qui les rapprochent : lutte contre le cléricalisme et le conservatisme, monarchie constitutionnelle, héritage de la Révolution et de l'Empire[réf. nécessaire].
À son retour, Cousin se détache de la philosophie écossaise pour se tourner vers les pensées de Kant, de Fichte, de Schelling et de Hegel. Il introduit alors les notions d'absolu et d'idéal dans la philosophie française. Il concilie la métaphysique et la psychologie en prenant le moi comme principe[pas clair].
Un autre penseur qui l'influence à cette époque est Maine de Biran, dont Cousin considère qu’il est de son temps en France un observateur psychologique hors pair[pas clair].

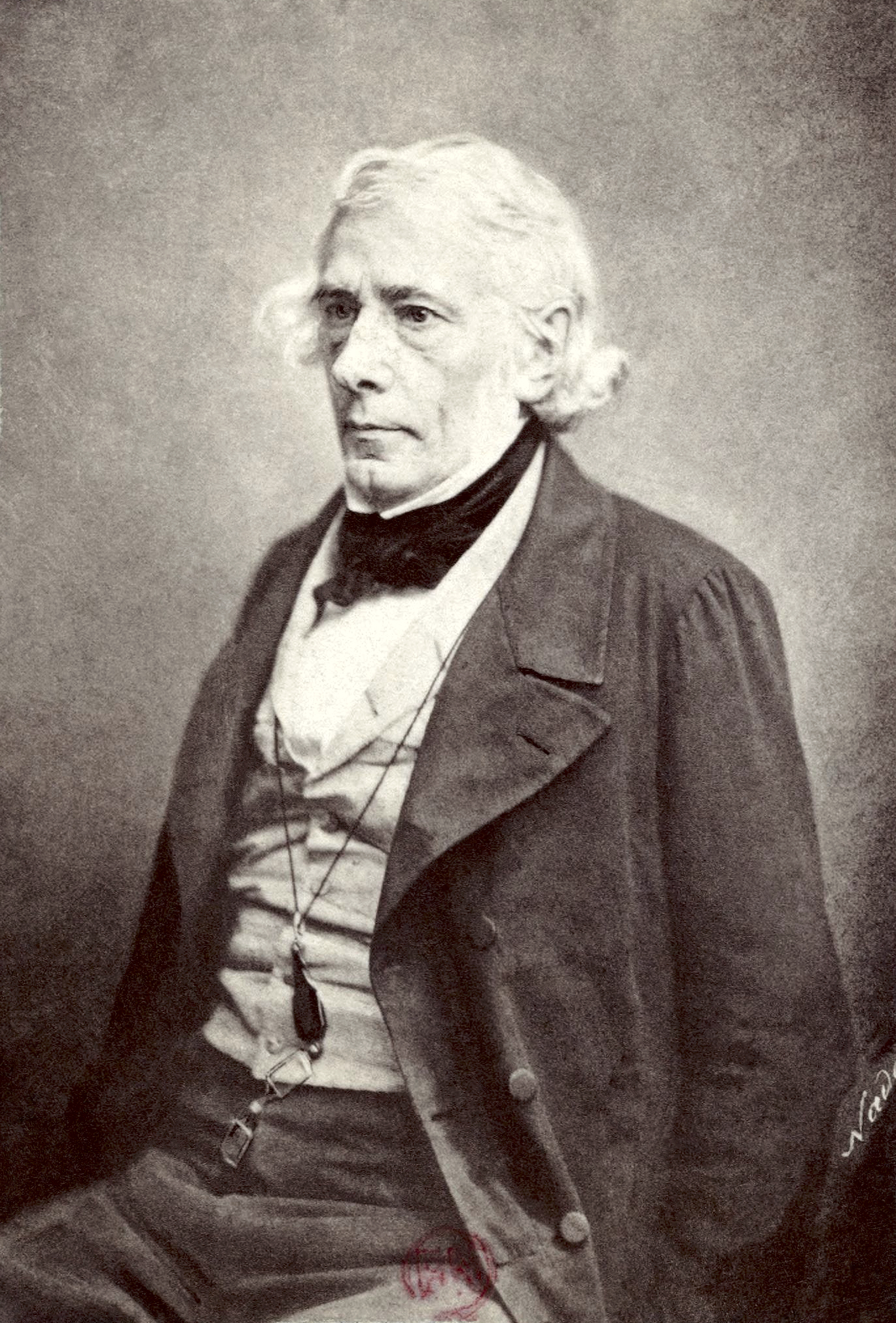
Victor Cousin
(photographié par Nadar).

#### Le cours sur le Beau (1817-1818) et la méthode éclectique
En 1817-1818, il fait un cours sur le beau à l'École normale supérieure, puis à la faculté des lettres, qui lui assure une audience considérable parmi ses contemporains. Ce cours, publié par la suite sous le titre Du Vrai, du Beau et du Bien puis constamment révisé, est son ouvrage le plus célèbre et l'exposé le plus général de sa philosophie.
Il y expose sa méthode éclectique, qui consiste à étudier les différents systèmes apparus au cours de l'histoire de la philosophie et à les analyser afin d'en distinguer les éléments de vrai et de faux et de parvenir à un système valable du point de vue d'une raison impersonnelle. Il ne s'agit donc pas de concilier entre elles les écoles de philosophie, mais il ne s'agit pas non plus, comme pour Hegel, de considérer le faux comme un moment du vrai. La méthode éclectique est en ce sens le contraire de la méthode dialectique.
L'éloquence de Cousin suscite un grand enthousiasme dans la jeunesse cultivée, mais, en 1821, son cours est suspendu à cause de ses idées libérales.

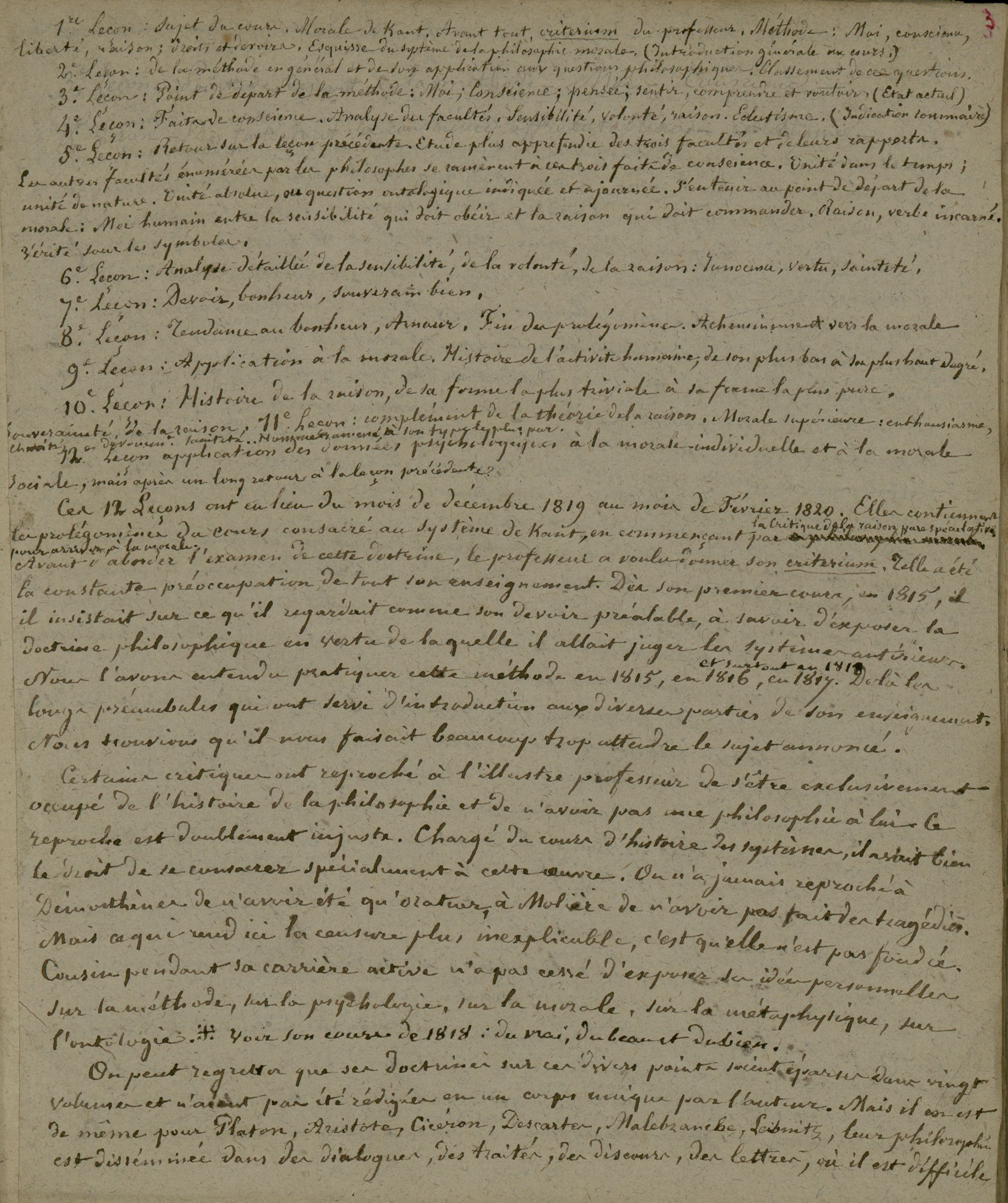
Victor Cousin, Cours inédit de philosophie en douze leçons, décembre 1819-février 1820 (extrait), Bibliothèque de la Sorbonne, NuBIS, cote MS 1906.

#### Exclus de l'université (1821-1828)
Victor Cousin se trouve alors privé d'emploi public car il est aussi évincé de l'École normale supérieure. Il devient précepteur d'un des fils du maréchal Lannes[réf. nécessaire]. 
Il travaille aussi à l'édition d'œuvres inédites de Proclos (412-485), des œuvres complètes de Descartes ainsi qu'à une traduction intégrale des œuvres de Platon.
Un second voyage en Allemagne en 1824 est marqué par son arrestation pour motifs politiques sur dénonciation des autorités françaises. Accusé de carbonarisme, il est arrêté à Dresde, puis transféré à Berlin, où il est assigné à résidence jusqu'en avril 1825. Il fréquente alors assidument Hegel et fait la connaissance de ses disciples comme Eduard Gans ou Heinrich Gustav Hotho. Il obtient des cahiers des cours de Hegel sur la philosophie de l'histoire, l'histoire de la philosophie et l'esthétique, qu'il mettra à profit dans son propre enseignement.
Il est finalement libéré grâce à l'intervention de Hegel et sur les instances du représentant diplomatique de la France[pas clair]. 
Cousin revient en France assez découragé. « Je trouve les affaires publiques si déplorablement conduites que je ne veux pas m'en occuper. Pythagore m'occupe plus que M. de Villèle, et j'en suis à ne pas comprendre M. Royer-Collard, mon meilleur ami politique, qui essaye de se placer entre deux partis aveugles qui ne le comprennent pas. ».

#### Réintégration à la Sorbonne (1828-1830)
Le ministère libéral dirigé par Martignac lui permet de retrouver (5 mars 1828) sa chaire d'Histoire de la philosophie moderne à la Sorbonne aux côtés de Villemain et de Guizot. Il fait alors un cours célèbre qui marque sa réapparition triomphale sur la scène académique et qui est un manifeste de politique libérale autant qu'un cours de philosophie.
C'est à cette époque que se rapporte ce témoignage de Jules Barthélemy-Saint-Hilaire (1805-1895) :

« La personne de l'orateur devait contribuer à la magie qu'il exerçait. M. Cousin avait alors trente-six ans. Il était dans toute sa virilité. Sa taille était assez élevée, et il était très bien fait ; ses yeux lançaient à tout moment des éclairs ; les traits de la figure étaient réguliers, et d'une beauté sculpturale ; la physionomie très expressive et mobile, attestait l'habitude de la pensée et du travail ; quelques rides sur le front et des joues amaigries étaient loin de déparer l'ensemble. La voix était sonore, d'un timbre qui n'était, ni trop grave, ni trop aigu ; elle n'avait rien de précipité, et elle n'était pas lente. Elle se faisait entendre dans toutes les parties de la salle ; pas un mot n'était perdu. Une chevelure très brune et très abondante surmontait le visage, qu'encadrait un collier de barbe allant sous le menton. Le costume était l'habit et le pantalon noirs. Le geste était sobre ; et comme il n'était pas fréquent, il ne pouvait pas détourner l'attention des auditeurs. »

Le témoignage de Paul-François Dubois (1793-1874) va dans le même sens : « M. Cousin, debout dans sa chaire, dominant tout l'auditoire, paraissait tirer des profondeurs de la méditation ses pensées, trahies seulement par le feu de son regard noir et flamboyant, montant pour ainsi dire tout armées, ou se dégageant dans le trajet, pour tomber comme des perles dans l'écrin d'une phrase accomplie. »

### L'apogée sous la monarchie de Juillet (1830-1848)
Après la révolution de juillet 1830, qui porte au pouvoir Louis-Philippe d'Orléans, fils du régicide Philippe-Égalité, Victor Cousin est nommé professeur titulaire à la Sorbonne, membre du Conseil royal de l'Instruction publique et directeur de l'École normale supérieure. Il est fait commandeur de la Légion d'honneur, et promu conseiller d'État et pair de France (11 octobre 1832). On dit[Qui ?] qu'il devient le « roi des philosophes » comme Louis-Philippe Ier est devenu le « roi des Français ».
Il écrit alors à Schelling : « Il y a ici un parti nombreux et puissant qui me déteste. D'abord il me déteste pour la guerre que j'ai faite, depuis ma première jeunesse, à la mauvaise philosophie qui régnait dans ce pays. Ensuite il me déteste parce que je ne me suis pas prêté à détruire de plus en plus le peu de monarchie qu'il nous reste. Il me déteste surtout parce que je défends opiniâtrement l'intervention de la religion dans l'éducation du peuple ».
Élu à l'Académie française en remplacement du mathématicien Joseph Fourier (1768-1830) le 18 novembre 1830, au détriment de Benjamin Constant, il est reçu par l'abbé Charles-Marie de Feletz le 5 mai 1831. Par la suite, il soutient les candidatures de Victor Hugo, d' Alfred de Falloux et de Lacordaire et fait partie de la commission du dictionnaire. En 1832, il devient membre de l'Académie des sciences morales et politiques, lors de la réorganisation de cette institution.
Il apporte son concours au Bulletin du Bibliophile, que le libraire-éditeur Joseph Techener fonde avec Charles Nodier en 1834.
Après avoir effectué des missions scientifiques en Prusse et aux Pays-Bas, il devient pendant quelques mois ministre de l'Instruction publique dans le second ministère Thiers (1er mars-28 octobre 1840). 
Son influence est immense et on peut le considérer[réf. nécessaire], aux côtés de François Guizot comme un précurseur de l'œuvre scolaire de la IIIe république. 
Président du jury de l'agrégation de philosophie à partir de 1840, il exerce un pouvoir absolu sur l'enseignement de cette discipline dont il contrôle aussi bien le contenu doctrinal que la transmission. Il attache son nom au nouveau programme de philosophie et prend quelquefois la parole à la Chambre des pairs sur les questions d'éducation.
En 1844, il prononce un discours sur la Défense de l'université et de la philosophie à propos de la loi sur l'instruction secondaire. Les pairs envisagent en effet de supprimer l'enseignement de la philosophie dans les collèges royaux, car ils ne sont pas favorables à ce que l'on mette la jeunesse en contact avec cette discipline. Cousin répond en disant que l'on peut enseigner la métaphysique à des élèves de seulement quinze ans ; que la philosophie de Descartes, que le duc Victor de Broglie considère appropriée seulement à l'université, n'est pas dangereuse, que le doute cartésien vise seulement à établir l'existence de l'âme et celle de Dieu tout comme Fénelon et Bossuet. Cousin fait là un amalgame historique assez grossier, mais son discours atteste, comme l'explique Jacques Derrida, une « habilité oratoire et une rhétorique politique très sûres » et sans équivalent parlementaire.

### De la deuxième République aux débuts du Second Empire (1848-1855)
Sous le Second Empire, Cousin se consacre exclusivement aux lettres. 

### Retraite, mort et funérailles (1855-1867)
Il est nommé professeur honoraire à la Sorbonne en novembre 1855 et se retire à Cannes. Il se plonge dans l'étude de l'histoire des femmes célèbres du XVIIe siècle.
Il meurt en 1867 et est inhumé au cimetière du Père-Lachaise (division 4).

## Œuvre

### Éclectisme
La philosophie de Victor Cousin est exposée de façon systématique dans son cours de philosophie de 1818 intitulé Du Vrai, du Beau, du Bien (publié en 1836). Cousin définit la méthode de l'éclectisme en histoire de la philosophie et prend position par rapport aux différentes écoles philosophiques du XVIIIe siècle. Il défend une forme de spiritualisme qu'il considère comme un rationalisme distingué à la fois de l'empirisme et du mysticisme. Il s'interroge sur le fondement des idées absolues du vrai, du beau et du bien, fondement qu'il appelle Dieu.
Il considère que la religion chrétienne est la philosophie du peuple, mais que « la philosophie est une chose, et la religion en est une autre; il les faut laisser chacune dans leur ordre ». Il souhaite également que « la religion chrétienne (…) s'affermisse et se répande de jour en jour davantage; elle maintient en effet et répand avec elle de nobles croyances, favorables à la philosophie elle-même, à la vertu, au patriotisme, à tout ce qui fait la grandeur de l'homme sur la terre » et que la philosophie se mêle de « querelles qui ne la regardent point, et où elle ne pourrait que compromettre sa légitime indépendance ».
Cousin a publié en outre de nombreux travaux rassemblés dans les différents volumes de Mélanges.

### Histoire de la philosophie
Il a participé au renouveau des études sur Platon et sur Aristote. Il a traduit en français l'œuvre de Platon et il a édité également les œuvres de Proclus et de Descartes. Il a fait connaître en France la philosophie de l'idéalisme allemand et encouragé les traductions des œuvres de Kant, de Fichte, de Hegel et de Schelling. En tant qu'historien, il a étudié particulièrement le XVIIe siècle français et a contribué de façon originale à l'histoire de la littérature avec ses études sur les femmes écrivains.

### Institutions
Son œuvre la moins négligeable et la plus durable est certainement sa politique de l'enseignement et l'organisation de l'institution philosophique en France dont il fut l'un des principaux artisans mais qui est également contestée.[pas clair]
Comme l'écrit Pierre Macherey, l'image de Victor Cousin qui a fini par s'imposer dans les milieux cultivés, est généralement négative. Le terme même de « philosophie » est contesté[Par qui ?] pour désigner une pensée qui relève plus de la « politique » et du « conformisme »[pas clair]. 
Il n'en reste pas moins que Victor Cousin représente une forme de « philosophie à la française » qu'il s'agit d'étudier à la fois « dans sa dimension théorique et pratique » comme « ensemble d'appareils et d'institutions », de dispositifs de « transmission des idées » qui « subsistent encore de nos jours ».

## Jugements
« Son infatigable activité d'esprit ne se confinait pas à une sphère ; il entrait dans toutes : histoire, critique, érudition politique, et la philosophie enfin, qui fut longtemps sa place forte et son quartier général avec drapeau. »

— Sainte-Beuve, [réf. souhaitée]

« Le style de M. Cousin a de la grandeur, il a la ligne ouverte et le dessin large. On dirait, vraiment, que c'est un personnage du XVIIe siècle qui écrit ; il a l'élévation de ton aisée, naturelle, l'ampleur du tour, la propriété lumineuse et simple de l'expression. »

— Sainte-Beuve, [réf. souhaitée]

« Le fond du cœur de cet homme-là, quoi qu'il fasse pour le montrer calme, est froid et vide. Sa vie est triste et rien n'y rayonne, j'en suis sûr. Mais il t'a beaucoup aimée et il t'aime encore d'un amour profond et solitaire, cela lui durera longtemps. Sa lettre m'a fait mal. J'ai découvert jusqu'au fond l'intérieur de cette existence blafarde, remplie de travaux conçus sans enthousiasme et exécutés avec un entêtement enragé qui, seul, le soutient. Ton amour y jetait un peu de joie, il s'y cramponnait avec l'appétit que les vieillards ont pour la vie. Tu étais sa dernière passion et la seule chose qui le consolât de lui-même. Il est, je crois, jaloux de Béranger. La vie et la gloire de cet homme ne doivent pas lui plaire. »

— Gustave Flaubert,  Lettre à Louise Colet

« Son nom est devenu le symbole d'une manière de penser creuse… »

— Pierre Macherey,  Corpus

« M. Cousin peut être un excellent traducteur de phrases, mais il est un détestable traducteur d’idées. De même qu’il a mal entendu Descartes sur la méthode, il a mal entendu M. de Biran sur la psychologie. »

— Pierre Leroux, Réfutation de l’éclectisme, 1839

« Parleur superficiel et pédant, innocent de toute conception originale, de toute pensée qui lui fût propre, mais très fort dans le lieu commun, qu'il a le tort de confondre avec le bon sens, ce philosophe illustre a préparé savamment, à l'usage de la jeunesse étudiante de France, un plat métaphysique de sa façon, et dont la consommation, rendue obligatoire dans toutes les écoles de l'État, soumises à l'Université, a condamné plusieurs générations de suite à une indigestion du cerveau. »

— Michel Bakounine, Dieu et L'État, 1882

## Bibliothèque Victor-Cousin
Le legs fait par Victor Cousin le 1er octobre 1863 à l'université de Paris a permis de constituer le fonds Victor-Cousin de la bibliothèque de la Sorbonne, conservé au sein d'une entité spécifique, la bibliothèque Victor-Cousin, située dans le même bâtiment de l'université (13, rue de la Sorbonne). 
Ce fonds contenait à l'origine[pas clair] environ 16 000 volumes dont :
- une collection d'ouvrages de philosophie du XIXe siècle ;
- une collection d'ouvrages relatifs à l'histoire du XVIIe siècle ;
- une collection de manuscrits, d'estampes et de livres précieux du XVe au XVIIIe siècle ;
- les papiers[pas clair] du philosophe.

## Hommages

### Divers
- En botanique, Cousinia est un genre de plantes de la famille des Asteraceae. Cet hommage lui a été rendu en 1827 par le botaniste Alexandre Henri Gabriel de Cassini[réf. nécessaire] (1781-1832).
- Le prix Victor-Cousin, décerné par concours, est organisé tous les trois ans depuis 1896 par l'Académie des sciences morales et politiques. Il récompense l'auteur d'un mémoire sur une question d’histoire de la philosophie ancienne[35].

### Odonymie

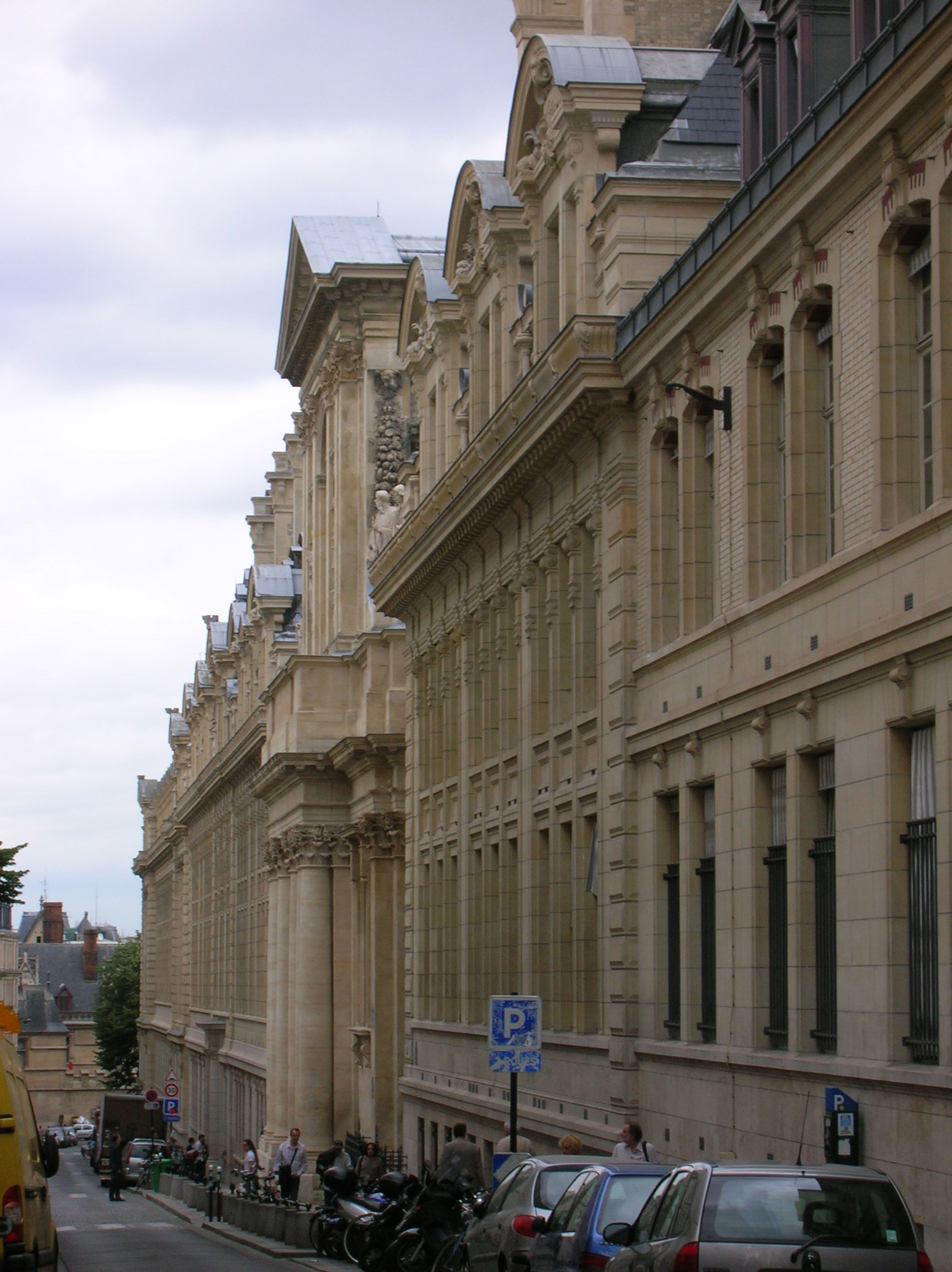
La rue Victor-Cousin à Paris : façade ouest de l'université de la Sorbonne.

On trouve plusieurs rues « Victor-Cousin » en France, notamment à :
- Paris dans le 5° arrondissement : la rue de Cluny, qui longe la façade ouest de la Sorbonne, est rebaptisée rue Victor-Cousin le 24 août 1864, trois ans avant la mort du philosophe ;
- Cannes (Alpes-Maritimes)
- Limoges (Haute-Vienne)
- Tinqueux (Marne)
- Toulouse (Haute-Garonne).

### Œuvres de Victor Cousin

#### Écrits relatifs à l'enseignement
- 1833 : De l'instruction publique en Allemagne, et notamment en Prusse, 2 volumes[36]
- 1837 : De l'instruction publique en Hollande[37]
- 1850 : De l'enseignement et de l'exercice de la médecine et de la pharmacie Discours prononcés à la chambre des Pairs en 1847, Paris, Baillière, 1850, 320 p.[38]
- 1850 : Instruction publique en France sous la monarchie de Juillet, 3 volumes[39]

#### Philosophie générale
- 1826 : Fragments philosophiques
  - Nouveaux fragments philosophiques. Cours de l'histoire de la philosophie, Paris, 1828
  - 4ème édition : Fragments philosophiques pour faire suite aux Cours de l'histoire de la philosophie, Paris, Lagrange et Didier, 1847 volume 2 en ligne sur Google Books
- 1840 : Cours de philosophie morale. Philosophie scolastique
- 1841 : Cours d'histoire de la philosophie moderne. Recueil des actes du ministère de l'Instruction publique du 1er mars au 28 octobre 1840. Cours d'histoire de la philosophie morale au XVIIIe siècle, 5 vol.
- 1846 : Philosophie populaire
- 1848 : Justice et charité
- 1855 : Premiers essais de philosophie
- 1858 : Du vrai, du beau et du bien (Cours de philosophie professé à la Faculté des lettres pendant l'année 1818 par Victor Cousin sur le fondement des idées absolues du vrai, du beau et du bien, publié par Adolphe Garnier, original : Du vrai, du beau et du bien, Paris 1836)
- 1861 : Histoire générale de la philosophie, Paris, Didier, 1861, 4ème édition en ligne sur Google Books

#### Auteurs philosophiques
- 1820 - 1827 : Procli philosophi Platonici opera, 6 vol.
- 1827 : Eunape, pour servir à l'histoire de la philosophie d'Alexandrie
- 1829 : Histoire de la philosophie au XVIIIe siècle, 2 vol.
- 1835 : De la métaphysique d'Aristote
- 1836 : Ouvrages inédits d'Abélard pour servir à l'histoire de la philosophie scolastique en France
- 1842 : Leçons sur la philosophie de Kant. Des pensées de Pascal
- 1843 : Introduction aux œuvres du père André. Fragments littéraires
- 1844 : Du scepticisme de Pascal. Défense de l'université et de la philosophie
- 1845 : Fragments de philosophie cartésienne[40].
- 1846 : Œuvres de Platon
- 1857 : Philosophie de Kant (3e éd) - Cours 1er semestre 1820 en huit leçons + esquisse d'un système de philosophie morale et politique
- 1861 : Philosophie de Locke
- 1862 : Philosophie écossaise
- 1863 : Philosophie sensualiste au XVIIIe siècle
- 1864 : Philosophie de Kant (4e édition)

#### Histoire et histoire littéraire
- 1845 : Jacqueline Pascal
- 1852 : La Jeunesse de Mme de Longueville
- 1853 : Mme de Longueville pendant la Fronde
- 1854 : Mme de Sablé  Nouvelles études sur les femmes illustres et la société du XVIIe siècle
- 1856 : Mme de Chevreuse. Mme de Hautefort
- 1857 : Fragments et souvenirs littéraires
- 1858 : La Société française au XVIIe siècle d'après Le Grand Cyrus de Mlle de Scudéry, 2 volumes
- 1865 : La Jeunesse de Mazarin

### Textes sur Victor Cousin
- « Victor Cousin », dans Adolphe Robert et Gaston Cougny, Dictionnaire des parlementaires français, Edgar Bourloton, 1889-1891 [détail de l’édition]
- Hippolyte Taine, Les Philosophes français du XIXe siècle, Paris, 1857
- Paul Janet, Victor Cousin et son œuvre, 1885 (disponible sur le site Gallica)
- Jules Simon, Victor Cousin, Paris, Hachette, 1887 sur le site Gallica
- Giuseppe Ferrari, Les Philosophes salariés, Paris, Slatkine, 1980
- Jules Barthélemy-Saint-Hilaire, M. Victor Cousin, sa vie et sa correspondance, 2 vol., Paris, Hachette, 1895
- Michel Espagne et Michael Werner, Lettres d'Allemagne. Victor Cousin et les hégéliens, Du Lérot, Tusson, 1990.
- Jacques Derrida, Du Droit à la philosophie, Paris, Galilée, 1990
- Patrice Vermeren (dir.), Victor Cousin, Corpus, no 18-19 (1991)
- Jean-Pierre Cotten, Autour de Victor Cousin : Une politique de la philosophie, Les Belles Lettres, Paris, 1992.
- Patrice Vermeren, Victor Cousin : le jeu de la philosophie et de l'État, Paris, L'Harmattan, 1995
- Éric Fauquet (dir.), Victor Cousin Homo theologico-politicus. Philologie, philosophie, histoire littéraire , Paris, Kimé, 1997.
- Michel Espagne, En deçà du Rhin. L’Allemagne des philosophes français au XIXe siècle, ch. 1, Paris, Cerf, 2004.
- Laurent Giassi, « Psychologie, éclectisme et spiritualisme : Maine de Biran, Victor Cousin et Félix Ravaisson », sur www.philopsis.fr, 12 février 2011 (consulté le 4 juin 2017).
- Pierre Macherey, « Les débuts philosophiques de Victor Cousin », dans Études de philosophie « française ». De Sieyès à Barni, Paris, Publications de la Sorbonne, 2013, p. 271-294.
- Jean-Pierre Cotten, « Cousin et 1848 », dans Edward Castleton et Hervé Touboul (dir.), Regards sur 1848, Besançon, Presses universitaires de Franche-Comté, 2015 (ISBN 978-2-84867-539-8, DOI 10.4000/books.pufc.22589 , lire en ligne), p. 173–202.